# Alarm in de rode baai
Alarm in de rode baai is het 60ste stripverhaal van Jommeke. De reeks wordt getekend door striptekenaar Jef Nys.

## Personages
- Jommeke
- Flip
- Filiberke
- professor Gobelijn
- Azar
- Bazar
- zeepolitie

## Verhaal
Jommeke, Flip, Filiberke en professor Gobelijn zijn onderweg met de plastieken walvis. Op een nacht ontvangen ze in morse noodseinen van mensen die in een onderzeese bunker in de Rode Baai gevangen zitten. Ze besluiten ernaartoe te varen. Daar merken ze een oud verlaten schip op met aan boord een luchtpomp met buis naar de bodem van de zee. Die pomp is stilgevallen, maar professor Gobelijn herstelt ze waardoor er weer lucht naar beneden gaat. De vrienden besluiten met de walvis naar beneden te gaan om te kijken of ze daar hulp kunnen bieden. Jommeke en Filiberke vinden er twee bewusteloze mannen die op elkaar gelijken. Ze brengen ze mee naar de walvis, waarop Jommeke en Flip nog eens op onderzoek gaan in de bunker. In de bunker ontdekken ze vele grote dozen gevuld met bankbriefjes. Ze vermoeden dat het dieven zijn.
Ondertussen zijn de mannen, Azar en Bazar, wakker geworden en overmeesteren ze de professor en Filiberke. Ze ontdekken de mogelijkheid van de plastieken walvis als schuilplaats en besluiten hun buit over te laden. In de bunker treffen ze Jommeke en Flip aan die ook overmeesterd worden nadat blijkt dat Jommeke op de hoogte is van hun daden. Ze laden de buit over en laten Jommeke en Flip achter, wetend dat de luchtpomp binnenkort zal uitvallen en ze zullen stikken. Nadat ze alles overgeladen hebben, willen ze met de walvis vertrekken, maar raken ze niet wijs uit het besturingssysteem. Ze beseffen dat ze de professor nodig hebben en dwingen hem de walvis te besturen. Anders zullen ze Filiberke verdrinken. Ondertussen slaagt Flip er in zich uit een houten kist te bevrijden en kan hij Jommeke bevrijden. ze ontsnappen uit de bunker, maar zien de walvis vertrekken. Ze besluiten langs de luchtpijp naar het schip van de boeven te klimmen waar de luchtpomp net uitvalt.
Terwijl ze aan boord zijn, komt er net een schip van de zeepolitie aan dat de noodseinen ook ontvangen heeft. Jommeke doet het verhaal aan de politie waarop ze de achtervolging inzetten met het schip en een vliegtuig. De professor heeft vanuit de walvis signalen in kleurstof naar het zeeoppervlak gestuurd, waardoor het vliegtuig de walvis snel vindt. Het vliegtuig dwingt de walvis met diepzeebommen om naar het oppervlak te komen, waarna Azar en Bazar ingerekend worden. Ze blijken beruchte bankrovers te zijn. De buit wordt overgedragen aan de politie, waarop de vrienden hun plezierreisje met de walvis verder zetten.

## Achtergronden bij dit verhaal
- In dit album draait alles rond het vangen van twee bankrovers die Jommekes vrienden gijzelen en met hun buit willen ontsnappen. Het is geen klassiek achtervolgingsverhaal.
- Het hele album speelt zich af op en in de zee. Het is niet duidelijk waar de fictieve 'Rode Baai' zich bevindt.
- De bankrovers hebben een Arabisch uiterlijk gekregen, terwijl de politie blank is.